# Viksjö
Viksjö is een plaats in de gemeente Härnösand in het landschap Ångermanland en de provincie Västernorrlands län in Zweden. De plaats heeft 125 inwoners (2005) en een oppervlakte van 23 hectare. De plaats ligt ingesloten tussen de rivieren Viksjöån en Mjällån. De Viksjöån mondt iets ten zuiden van het dorp uit in de Mjällån. De Zweedse provinciale weg 331 loopt door de plaats.